# Aiming for Enrike
Aiming for Enrike és un duo instrumental d'Oslo que barreja música jazz rock, noise rock, post-punk, math rock i funk.

## Membres
- Simen Følstad Nilsen: guitarra[3]
- Tobias Ørnes Andersen: bateria

## Discografia
- Mao Miro (2012)[4]
- Aiming for Enrike (EP, 2013)[5]
- Segway Nation (2016)[6]
- Las Napalmas (2017)
- Music for working out (2020)